# Velvet (serie televisiva)
Velvet (precedentemente nota come Galerías Velvet) è una serie televisiva spagnola, di genere period drama, creata da Ramón Campos e Gema R. Neira, trasmessa su Antena 3 dal 17 febbraio 2014 al 21 dicembre 2016. Ambientata in una casa di moda di Madrid negli anni cinquanta, la serie è incentrata sulla storia d'amore tra la umile sarta Anna (Paula Echevarría) e il ricco proprietario della galleria, Alberto (Miguel Ángel Silvestre).
In Italia la serie è stata trasmessa su Rai 1 e Rai HD dal 27 agosto 2014 al 10 agosto 2017.

## Trama
Verso la fine degli anni cinquanta la Galleria Velvet, una lussuosa casa di moda di Madrid, fa da sfondo alla nascente storia d'amore tra Anna, una sarta di umili origini che aspira a diventare stilista, e il ricco Alberto, figlio del proprietario ed erede designato. Il loro amore viene sin da subito ostacolato dalle famiglie, tanto che Alberto viene mandato a studiare a Londra dal padre che vuole a tutti i costi allontanarlo da Anna. Per molti anni, quindi, i due ragazzi verranno privati della possibilità di vedersi e addirittura di scriversi, ma quando si rivedranno il loro amore esploderà nuovamente più forte che mai. Però quando le cose sembrano volgere finalmente al meglio, il padre di Alberto muore lasciando al figlio l'ingrato compito di salvare la Galleria dalla bancarotta. Per fare ciò, Alberto si rivolge ad un vecchio amico del padre, il ricco signor Otegui, che si mostra disposto ad aiutarlo nell'impresa di risollevare la Galleria soltanto a condizione che sposi la figlia Cristina. Inizialmente Alberto, disposto anche a perdere la Galleria pur di sposare Anna, rifiuta di accettare le condizioni di Otegui, ma Anna è talmente affezionata alla Velvet e alle ragazze che vi lavorano (ormai diventate una vera e propria famiglia per lei), che decide di sacrificarsi e lasciare Alberto perché sposi Cristina e salvi la Galleria. Nonostante questo, però, Anna e Alberto non riusciranno a dimenticare il loro amore né a dirsi addio. Anzi, ogni ostacolo non farà che accrescere la forza del loro amore e la loro voglia di stare insieme.

## Personaggi e interpreti

### Personaggi principali
- Anna Rivera López de Márquez (stagioni 1-4), interpretata da Paula Echevarría, doppiata da Maura Cenciarelli. Sarta che lavora alla Velvet, nipote di Emilio con il quale vive da quando è rimasta orfana dei genitori. Ama Alberto da quando aveva solo otto anni. Nella quarta stagione credendo che il suo grande amore sia morto è sul punto di sposare Carlos, ma scopre appena in tempo che Alberto è ancora vivo. Quando lo rivede, gli dirà che hanno avuto un figlio, il piccolo Alberto e finalmente i due si sposeranno.
- Alberto Márquez Navarro (stagioni 1-3, ricorrente 4), interpretato da Miguel Ángel Silvestre, doppiato da Edoardo Stoppacciaro. Figlio del fondatore della galleria e profondamente innamorato di Anna. Ha sposato Cristina per poter pagare i debiti della galleria, ma chiederà l'annullamento del matrimonio quando si rende conto di amare ancora Anna. Alla fine della terza stagione viene creduto morto in un incidente aereo, ma nella quarta tornerà per sposare finalmente Anna e portarla con sé a New York insieme a loro figlio.
- Blanca Soto Fernández (stagioni 1-4), interpretata da Aitana Sánchez-Gijón, doppiata da Roberta Pellini (st. 1-2) e da Ida Sansone (st. 3-4). Caposarta, fu l'amante del fratello di don Rafael, Esteban, da cui ha avuto un figlio che poi morì. Inizialmente sembra una donna dura e severa, ma nel corso delle stagioni verrà fuori che si mostra così soltanto perché ha tanto sofferto in passato.
- Cristina Otegui divorziata de Márquez (stagioni 1-4), interpretata da Manuela Velasco, doppiata da Laura Lenghi (st. 1-2) e da Paola Majano (st. 3-4). Ex moglie di Alberto, che ama dall'infanzia, non è ricambiata dal marito il quale l'ha sposata solo per interesse. È disposta a tutto pur di separare Alberto da Anna. Quando aggredisce quest'ultima tentando di colpirla con delle forbici, viene ricoverata in una clinica psichiatrica.
- Mateo Ruìz Lagasca (stagioni 1-4), interpretato da Javier Rey, doppiato da Daniele Raffaeli. Migliore amico di Alberto, che ha conosciuto quando studiava a Londra, diventerà suo socio alla Galleria, dove si fidanzerà con Clara. Si mette spesso nei guai a causa della sua passione per le donne.
- Clara Montesinos Martín de Ruìz (stagioni 1-4), interpretata da Marta Hazas, doppiata da Monica Vulcano. Sorella di Rita, segretaria della galleria e fidanzata di Mateo, con il quale ha un rapporto molto travagliato fatto di reciproci tradimenti.
- Margarita "Rita" Montesinos Martín de Infantes (stagioni 1-4), interpretata da Cecilia Freire, doppiata da Perla Liberatori. Migliore amica di Anna, sorella di Clara e da sempre innamorata di Pedro, che sposa nell'ultima puntata della seconda stagione. Durante la quarta stagione scopre di avere un cancro e cercherà di combatterlo supportata da Pedro, dai loro figli e dalle sue amiche.
- Pedro Infantes (stagioni 1-4), interpretato da Adrián Lastra, doppiato da Simone Crisari[2] e da Gianluca Crisafi[3] Fattorino, dapprima fidanzato di Clara, ha avuto un figlio, Manolito, dalla sua prima fidanzata che si è poi trasferita in Germania. Lasciato da Clara, si innamorerà della sorella Rita che sposerà e dalla quale avrà due gemelli. È maldestro, ma di buon cuore e sempre disponibile ad aiutare tutti.
- Patricia Márquez Campos vedova de Alcocer (stagioni 1-4), interpretata da Miriam Giovanelli, doppiata da Letizia Ciampa. Sorellastra di Alberto e amante di Enrique, inizialmente si lascerà manipolare dalla madre per sottrarre la Velvet al fratellastro. Spesso la sua avidità le farà compiere azioni spregevoli.
- Emilio López (stagioni 1-4), interpretato da José Sacristán, doppiato da Rodolfo Bianchi. È lo zio di Anna, braccio destro di don Rafael, si è sempre opposto alla storia tra la nipote e il figlio del padrone. È il responsabile della galleria ed è sempre stato innamorato di Isabel, prima moglie di Rafael e madre di Alberto.
- Raúl de la Riva (ricorrente 1, stagioni 2-4), interpretato da Asier Etxeandía, doppiato da Alessandro Budroni. Stilista incompreso di epoca moderna-contemporanea, chiamato alla Velvet subito dopo il decesso di don Rafael, con il quale non era in simpatia. È molto amico di Cristina ma presto si lega ad Anna ed Alberto, dei quali prende le difese quando Cristina cerca di ostacolarli. Diventa molto amico di Rita che farà diventare il proprio braccio destro in sartoria. È omosessuale.
- Enrique Otegui (ricorrente 1, stagioni 2-4), interpretato da Diego Martín Gabriel, doppiato da Emiliano Coltorti. Fratello di Cristina e marito di Barbara, che tradisce con altre donne (tra cui Patricia). Odia verso Alberto e Mateo, ricambiato, con i quali è in lotta per il possesso delle azioni della Velvet.
- Jonás Infantes (stagioni 2-4), interpretato da Llorenç Gonzalez, doppiato da Gabriele Lopez. Cugino di Pedro, simpatico ed insistente, ama Luisa dal primo giorno e fa di tutto per conquistarla, inutilmente. Grazie a Raul, scoprirà di essere molto creativo e deciderà di diventare stilista.
- Carlos Álvarez (stagioni 2, 4; ricorrente 3; guest 1), interpretato da Peter Vives, doppiato da Marco Vivio. Pilota che conosce Anna il giorno del matrimonio di Alberto con Cristina (ultima puntata della prima stagione). Cercherà di conquistare Anna in ogni modo, anche nascondendole che Alberto è ancora vivo, ma verrà smascherato e Anna lo lascerà per sposare Alberto.
- Marco Cafiero (stagione 4, ricorrente 3), interpretato da Francesco Testi. Figlio di Enzo Cafiero, si occuperà della Velvet quando verrà rilevata dal padre. Avrà una relazione con Clara e farà di tutto per far fallire i progetti di Anna, non riuscendoci.
- Bárbara De Senillosa de Otegui (stagioni 2-3, ricorrente 1, guest 4), interpretata da Amaia Salamanca, doppiata da Francesca Manicone. Cognata di Cristina, spingerà quest'ultima a fare di tutto per impedire ad Alberto di lasciarla. Odia Enrique perché l'ha tradita e infine lasciata per Patricia.
- Lucía Márquez (stagione 3), interpretata da Charlotte Vega, doppiata da Gaia Bolognesi.
- Isabel Navarro vedova de Márquez / Elena Valle (stagione 2; guest 1, 3), interpretata da Ángela Molina, doppiata da Graziella Polisenanti. È la madre biologica di Alberto; torna da Cuba nella seconda stagione e successivamente si scopre avere poco tempo di vita.
- Luisa Rivas (stagioni 1-2, guest 3), interpretata da Manuela Vellés, doppiata da Joy Saltarelli[4] e da Eleonora Reti[5]. Sarta, amica di Anna, diventerà una famosa cantante e darà il via alla carriera da stilista di Anna.
- Gloria Campos de Márquez (stagioni 1-2, guest 3), interpretata da Natalia Millán, doppiata da Valeria Perilli. È la madre di Patricia e matrigna di Alberto. Cercherà in ogni modo di sottrarre al figliastro il controllo sulla Velvet, senza successo. Verrà cacciata di casa dalla figlia quando scoprirà tutti i suoi inganni.
- Maximiliano "Max" Expósito (stagioni 1-2), interpretato da Maxi Iglesias, doppiato da Alessandro Rigotti.
- Carmen Soto (stagione 1), interpretata da Sara Rivero, doppiata da Chiara Gioncardi. È la figlia di Blanca.

### Personaggi ricorrenti
- Gerardo Otegui (stagioni 1-3), interpretato da Pep Munné, doppiato da Enrico Di Troia.
- Aurora "Aurorita" Vargas (stagioni 1-3), interpretata da Cristina de Inza, doppiata da Cristina Boraschi.
- Don Francisco (stagione 1), interpretato da Juan Ribó, doppiato da Edoardo Nordio.
- Pilar Márquez Encinas (stagione 1, 3), interpretata da Cristina Plazas, doppiata da Antonella Giannini.
- Don Rafael Márquez Encinas (stagione 1), interpretato da Tito Valverde, doppiato da Adalberto Maria Merli.
- Pepita (stagione 1), interpretata da Rut Santamaría, doppiata da Maia Orienti.
- Cayetana (stagione 1), interpretata da Ana Labordeta, doppiata da Anna Cugini.
- Adolfo Valor (stagioni 1-2), interpretato da Benito Sagredo, doppiato da Francesco De Francesco.
- Antonio (stagione 1), interpretato da Carlos García-Cortázar, doppiato da Roberto Certomà.
- Rosa María "Rosamari" Blázquez (stagioni 1-2), interpretata da Eva Ugarte, doppiata da Emanuela Damasio.
- Sergio Canals (stagione 1), interpretato da Armando del Río, doppiato da Raffaele Palmieri.
- Manolito (stagioni 1-2), interpretato da Gael Floes, doppiato da Teo Caprio.
- Nieves (stagione 1), interpretata da Teresa Calo.
- Lidia (stagione 1), interpretata da Cuca Escribano.
- Lorenzo Palacios (stagione 2-3), interpretato da Juan Gea.
- Lucas Ruiz Lagasca (stagione 2-3), interpretato da Daniel Guzmán, doppiato da Alessandro Quarta.
- Julia Lagasca (stagioni 2-3), interpretata da Silvia Marsó, doppiata da Sabine Cerullo.
- Herminia Lagasca (stagioni 2-3), interpretata da Anna Briansó, doppiata da Daniela Abbruzzese.
- Sagrario Lagasca (stagioni 2-3), interpretata da Marisa Lahoz, doppiata da Doriana Chierici.
- Sara Ortega (stagione 2-3), interpretata da Juana Acosta, doppiata da Laura Romano.
- Don Esteban Márquez Encinas (stagioni 2-3), interpretato da Ginés García Millán, doppiato da Luca Biagini.
- Consuelo Montesinos (stagioni 2-3), interpretata da Kiti Mánver, doppiata da Cristina Dian.
- Belategui (stagione 2), interpretato da William Miller, doppiato da Marco Barbato.
- Victor Mendoza (stagione 3), interpretato da Raúl Arévalo, doppiato da Riccardo Scarafoni.
- Donna Concepciòn "Conchi" Delgado vda. Infantes (stagione 2-3), interpretata da Rosario Pardo, doppiata da Lorenza Biella.
- Valentín Alcocer Alcocer (stagioni 3-4), interpretato da Gorka Otxoa, doppiato da Stefano Brusa.
- Ines (stagione 3), interpretata da Ingrid Rubio, doppiata da Daniela Abbruzzese.
- Enzo Cafiero (stagioni 3-4), interpretato da Frank Crudele, doppiato da Stefano Mondini.
- Eusebio (stagione 3), interpretato da Luis Rallo, doppiato da Michele Bruno.
- Michelle (stagione 3), interpretata da Silvia Alonso, doppiata da Benedetta Ponticelli.
- Carmen Alcocer de Alcocer (stagioni 3-4), interpretata da Pastora Vega, doppiata da Emilia Costa.
- Antonio "Toni" LaTorre (stagione 3), interpretato da Alberto Amarilla, doppiato da Marco Barbato.
- Fernando Montesinos (stagione 3), interpretato da Juli Mira, doppiato da Giovanni Petrucci.
- Padre Amancio (stagione 3), interpretato da José Luis Navarro, doppiato da Edoardo Nordio.
- Felipe Ruiz (stagione 3), interpretato da Antonio Valero, doppiato da Oliviero Dinelli.
- Alberto Márquez Ribera (stagione 4), interpretato da Aitor Calderon, doppiato da Gabriele Meoni.
- Miguel Infantes Montesinos (stagione 4), interpretato da Alberto Roldan, doppiato da Giulio Bartolomei.
- Jorge Infantes Montesinos (stagione 4), interpretato da Iker Mazon, doppiato da Francesco Aimone.
- Adele Lavigne (stagione 4), interpretata da Paula Prendes.
- Petra Alcalde Vargas (stagione 4), interpretata da Concha Velasco, doppiata da Doriana Chierici.
- Humberto Santamaría (stagione 4), interpretato da Aitor Luna, doppiato da Giorgio Borghetti.
- Ricardo Palacios (stagione 4), interpretato da Chisco Amado.

## Episodi
| Stagione         | Episodi | Episodi | Prima TV Spagna | Prima TV Italia |
| Stagione         | Spagna  | Italia  | Prima TV Spagna | Prima TV Italia |
| ---------------- | ------- | ------- | --------------- | --------------- |
| Prima stagione   | 15      | 16      | 2014            | 2014            |
| Seconda stagione | 14      | 13      | 2014-2015       | 2015            |
| Terza stagione   | 15      | 10      | 2015            | 2016            |
| Quarta stagione  | 11      | 7       | 2016            | 2017            |

## Distribuzione

### Spagna
In originale la serie è composta da 54 puntate da 75 minuti ciascuna, suddivise in quattro stagioni andate in onda dal 17 febbraio 2014 al 21 dicembre 2016 su Antena 3: la prima stagione comprende le prime 15 puntate ed è stata trasmessa dal 17 febbraio al 26 maggio 2014; la seconda stagione 14 puntate dal 21 ottobre 2014 al 23 febbraio 2015; la terza stagione 15 puntate dal 10 settembre al 17 dicembre 2015; mentre la quarta stagione con le rimanenti 13 puntate è stata trasmessa dal 5 ottobre al 21 dicembre 2016.

### Italia
In Italia la serie è composta da 46 puntate da 110 minuti ciascuna, suddivise in quattro stagioni andate in onda dal 27 agosto 2014 al 21 dicembre 2016 su Rai 1 e Rai HD: la prima stagione comprende le prime 16 puntate ed è stata trasmessa dal 27 agosto al 10 dicembre 2014; la seconda stagione 13 puntate dall'11 marzo al 17 giugno 2015; la terza stagione 10 puntate dal 16 marzo all'11 maggio 2016; la quarta stagione con le rimanenti 7 puntate è stata trasmessa dal 6 luglio al 10 agosto 2017.

## Spin-off
Nel febbraio 2017, la piattaforma televisiva Movistar+ ha raggiunto un accordo con la casa produttrice Atresmedia per l'acquisizione del marchio e la produzione di uno spin-off intitolato Velvet Colección, nella quale la messa in onda è prevista per ottobre 2017 ed ha come protagonista Marta Hazas.